# Шаванн-де-Буа
Шаванн-де-Буа (фр. Chavannes-des-Bois) — громада  в Швейцарії в кантоні Во, округ Ньйон.

## Географія
Громада розташована на відстані близько 125 км на південний захід від Берна, 50 км на південний захід від Лозанни.
Шаванн-де-Буа має площу 2,1 км², з яких на 11,7% дозволяється будівництво (житлове та будівництво доріг), 50,7% використовуються в сільськогосподарських цілях, 36,2% зайнято лісами, 1,4% не є продуктивними (річки, льодовики або гори).

## Демографія
2019 року в громаді мешкало 966 осіб (+74,1% порівняно з 2010 роком), іноземців було 37,5%. Густота населення становила 456 осіб/км².
За віковим діапазоном населення розподілялося таким чином: 33,3% — особи молодші 20 років, 56,8% — особи у віці 20—64 років, 9,8% — особи у віці 65 років та старші. Було 313 помешкань (у середньому 3,1 особи в помешканні).